# 希恩特群島

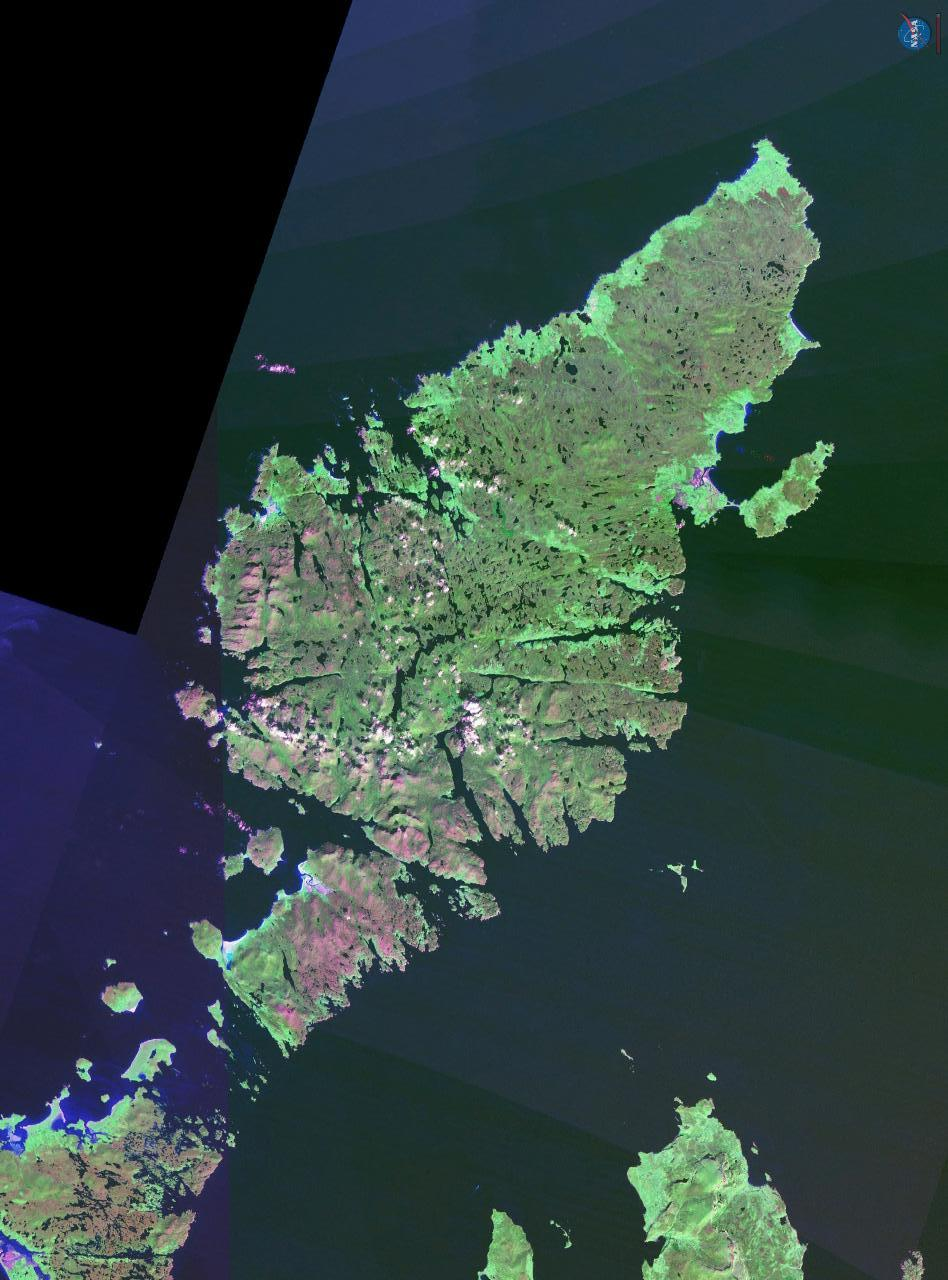

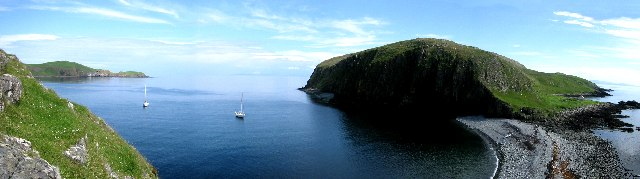

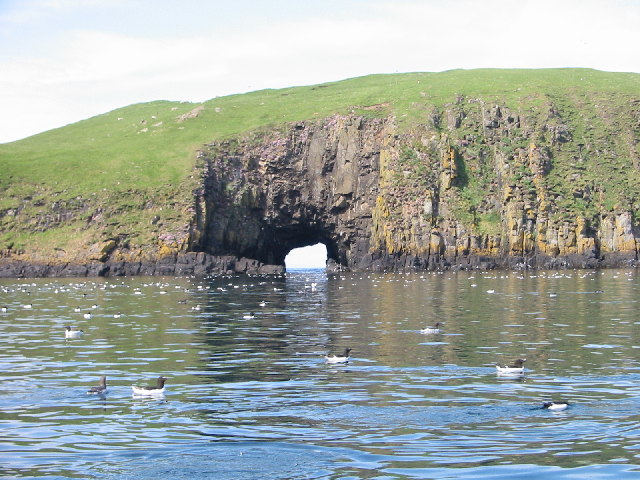

希恩特群島（Shiant Islands）是蘇格蘭的群島，位於哈里斯島以西的大西洋海域，屬於外赫布里底群島的一部分，由3座主要島嶼組成，面積2.3平方公里，島上無人居住。

## 外部連結
- Site about the Shiant Isles （页面存档备份，存于）

57°53′56″N 6°21′51″W / 57.8990°N 6.3641°W